# قانون فان هوف
قانون فان هوف هو قانون طبيعي اكتشفه العالم الهولندي ياكوبس فانت هوف.
وينص هذا القانون على أن "معدل التزايد في وتيرة التفاعلات الكيماوية يتناسب طرداً مع ارتفاع درجة الحرارة، وبتوضيح أكثر، فإن نشاط التفاعلات الكيمياوية- ومن ثم نمو النبات - يتزايد بمعدل الضعف كلما ازدادت درجة الحرارة بمقدار 10 مْ ابتداء من درجة حرارة صفر النمو للنباتات).